# Sastra flavomarginata
Sastra flavomarginata es una especie de insecto coleóptero de la familia Chrysomelidae. Fue descrita científicamente en 1886 por Jacoby.